# Dandiganahalli, Gauribidanur
Dandiganahalli là một làng thuộc tehsil Gauribidanur, huyện Kolar, bang Karnataka, Ấn Độ.